# Vincent Castellanos
Vincent Castellanos (født 7. februar 1962) er en amerikansk filmskuespiller, der er bedst kendt for sin rolle som Mateo i Anaconda fra 1997.

## Filmografi
- Sister's Keeper (2006) – Vincent
- Fascination (2004) – District Attorney
- Eulogy (2004) – Adult Film Actor
- The Master of Disguise (2002) – Art Dealer
- The Street King (2002) – Palacios
- Mulholland Drive (2001) – Ed
- Amy's Orgasm (2001) – Hans
- Room 101 (2001) – Bill
- The Disciples (2000) (TV) – Felix
- Lost in the Pershing Point Hotel (2000) – Toothpick Jorge
- Primary Suspect (2000) – Reuben
- K-911 (1999) (V) – Harry Stripe
- The Last Marshal (1999) – Torres
- Anaconda (1997) – Mateo
- The Crow: City of Angels (1996) – Spider Monkey
- On Seventh Avenue (1996) (TV) – Tito